# محمودلو (شمکور)
محمودلو (به لاتین: Mahmudlu) یک منطقه مسکونی در جمهوری آذربایجان است که در شهرستان شمکور واقع شده‌است. محمودلو ۳۲۵۲ نفر جمعیت دارد.